# Dejan Jeftic
Dejan Jeftic, född 13 mars 1989 i Tuzla i Jugoslavien, är en bosnisk basketspelare (forward) i Södertälje BBK.
Den 200 cm långe Jeftic har under de fyra senaste säsongerna, spelat i Bosnien för sin moderklubb Slobodan Dita, i februari 2011 kom till Södertälje Kings.